# Antun Gustav Matoš
Pour les articles homonymes, voir Matos.
Antun Gustav Matoš (13 juin 1873 à Tovarnik ; † 17 mars 1914 à Zagreb) est un écrivain, essayiste, nouvelliste, feuilletoniste, critique et poète croate. Inspiré par les symbolistes français de l'époque, il est considéré comme le principal représentant de la Moderna croate, rapprochant la Croatie des autres courants modernes européens et l'ouvrant ainsi sur l'Occident, notamment sur la France.
Qualifié de poète maudit[Par qui ?], il est célèbre pour ses écrits mais aussi pour sa vie de bohème. Partisan de l'indépendance croate vis-à-vis de l'Autriche-Hongrie, il est obligé de s'exiler à l'étranger pendant treize ans. Son œuvre littéraire est imprégnée d'influences impressionnistes et symbolistes, ce qui lui valut d'être surnommé « le successeur de Baudelaire » par la critique croate.

## Biographie

### Zagreb
Alors qu'il n'a que deux ans, ses parents déménagent de Tovarnik à Zagreb où son père travaille comme instituteur mais aussi en tant qu'organiste à l'église Saint-Marc. Il termine son primaire à Zagreb, fréquente le lycée de la Haute-ville, mais redouble la septième faute d'obtenir une moyenne suffisante en physique, en propédeutique et en langue croate. Pendant sa scolarité, il n'a pas cessé de suivre des cours de violoncelle et de solfège. En 1891, il obtient une bourse d’État et s'inscrit à la Faculté de médecine vétérinaire à Vienne. Cependant, jugeant les cours inintéressants, il rentre à Zagreb et rejoint l'armée à Kutjevo (Croatie actuelle). Six mois plus tard, il décide de partir, abandonnant ainsi la Croatie, c'est-à-dire l'Autriche-Hongrie, ce qui lui vaut d'être emprisonné à Novi Sad. De là il se réfugie en Serbie, à Šabac puis à Belgrade.

### Belgrade
C'est là qu'il commence sa carrière. Pendant trois ans, il mène une vraie vie de bohème, travaillant à la fois en tant que violoncelliste pour l'orchestre du théâtre de Belgrade, mais également en tant que critique littéraire pour quelques revues. En 1898, il publie une critique négative sur le roman Haïduk Stanko de l'écrivain serbe Janko Veselinović, ce qui lui attire les foudres des cercles cultivés. Il quitte la Serbie en se servant du passeport de son frère pour Vienne, Munich et Genève, et rejoint finalement Paris en août 1899.

### Paris
La capitale française l'attirait car c'était à cette époque l'un des centres de la vie et de la culture européenne. Il découvre les parnassiens et les symbolistes, pour lesquels il s'enthousiasme. Pendant ses cinq ans à Paris, il écrit la part la plus significative de sa prose et se lie d'amitié avec le caricaturiste André Rouveyre et l'historien Maurice Toussaint, auxquels il fait découvrir la culture croate. Se définissant comme un "combattant pour la libération nationale et l'amitié franco-croate", il affirme en 1900 dans la revue Hrvatsko pravo son inclination francophile : « ... La supériorité spirituelle de la France, affirme-t-il, se situe dans l'esthétisme - si je puis dire - de l'esprit français. Ce sens de la beauté et ce bon goût se manifestent aux quatre coins du monde dans tout ce que fait la France. Aujourd'hui encore, c'est à Paris qu'on écrit le mieux, qu'on tient le discours le plus choisi, qu'on vit le plus agréablement. Aujourd'hui encore, c'est là que se trouve le foyer des innovations esthétiques, le foyer de la beauté, de l'art, de la littérature... ».

### Retour à Zagreb
En 1908, après treize ans, on l'amnistie et il se réinstalle définitivement à Zagreb où il termine ses études, devient instituteur mais n'arrive pas à trouver un emploi stable. Les maisons d'éditions et les revues de presse refusent de publier ses travaux. Se découvrant un cancer de la gorge et des oreilles, il part en Italie en espérant que le changement de climat pourra le soigner, mais son cas empire et il revient à Zagreb. Il y décède le 17 mars 1914 et est enterré au cimetière Mirogoj. Aujourd'hui, beaucoup d'écoles en Croatie portent son nom, ainsi que des rues et des organismes culturels. La ville de Zagreb lui a rendu hommage en lui édifiant une statue le montrant assis sur un banc et contemplant la ville. Les critiques croates considèrent que sa mort marque la fin de la Moderna.

## Création littéraire

### Prose
En 1892, Matoš publie sa première nouvelle La Force de la Conscience [Moć savjesti] qui marque le début de la Moderna en Croatie. C'est une innovation dans la littérature croate imprégnée des nouveaux courants modernes : du symbolisme, de l'impressionnisme et d'autres mouvements adossés à la culture littéraire française avec pour tenants Baudelaire, Mallarmé, Barrès et Huysmans. Son œuvre est réunie en trois recueils : Copeaux [Iverje] (1899), Nouveaux copeaux [Novo Iverje] (1900) et Récits de lassitude [Umorne price] (1909). Ayant procédé à des « études de style », on retrouve dans son œuvre narrative deux cycles nés parallèlement et simultanément :
- l'un étant régional ou national, avec pour thématique Zagreb et la région du Zagorje avec des personnages qu'il avait rencontrés dans sa vie, où il aborde divers problèmes actuels : Pereci [Bretzels], Friški pereci [Bretzels frais], ...
- l'autre ayant un caractère cosmopolite, vaste, grotesque et fantastique, où dominent des personnages au caractère très individualisé Moć savjesti [La Force de la conscience], Miš [la Souris], Camao [Kamao].

Matoš introduit dans la prose croate le motif des paysages non seulement comme partie de l'ensemble narratif, mais aussi comme thème indépendant. Ce trait nettement impressionniste ressort notamment dans de nombreux récits de voyage où le paysage est le thème exclusif, par exemple dans le récit lyrique Oko Lobora [Autour de Lobor]. Il aspire à être un écrivain hors du commun, à ce que sa prose soit courte, teintée d'humour, de satire, d'ironie et de sarcasme. La critique croate accueille particulièrement bien ses poèmes en prose Une fleur au carrefour [Cvet na raskršću] et Le Balcon [Balkon] qui ont pour motif l'amour idéal.

### Poésie
Il écrit peu de poèmes, environ quatre-vingts, et les publie relativement tard, aux alentours de 1906. Il s'est principalement inspiré des Fleurs du mal de Baudelaire et lui a emprunté une série d'éléments formels, notamment la forme du sonnet. En tant que moderne, il cherche avant tout à faire du beau plutôt que du bon. Le sens de la musicalité du vers, la mise en  harmonie des mots, des couleurs et des parfums, le rythme très raffiné et l'alternance entre chant et discours sont les  principales thématiques symbolistes courantes. Il exprime ses états émotionnels dans des paysages poétiques : Soirée d'automne [Jesenje vece], Notturno, tout en recherchant le chemin vers la beauté et l'harmonie. Déçu par le retour dans un pays sous le régime hongrois, Matoš n'hésite pas à écrire aussi des vers sombres et sarcastiques tout en chérissant la Croatie. Il exprime aussi ses sentiments patriotiques qui faisaient partie intégrante, indissoluble, de son être dans des poèmes tels que La Vieille chanson [Stara pesma], 1909, l'Immigrant [Iseljenik].

### Critique
Matoš en tant que critique place au-dessus de tous les critères esthétiques, dans une quête incessante de la beauté idéale et de l'harmonie absolue, considérant la critique littéraire comme faisant elle-même partie de l'art. Il écrit sur un grand nombre de ses contemporains, croates (Kranjčević, Vidrić, Domjanić, Kamov), serbes (Sremac, Dučić, Pandurović) mais aussi sur Baudelaire et d'autres auteurs français, ce qui a eu pour effet de renforcer la culture française en Croatie où prédominait la culture allemande. Prenant pour critère de base son style individuel, Matoš expose fréquemment ses propres postulats artistiques. Pour lui la critique est le résultat d'impressions et de sentiments immédiats, et l'art est le synonyme du beau. Il s'est fait connaître dans la revue serbe Pobratim [Frère de sang] de l'écrivain Janko Veselinović, puis à Sarajevo dans la revue Nada [Espoir] dont le rédacteur en chef était l'auteur croate Silvije Strahimir Kranjčević. Polémique, il ne faisait jamais de compromis.

## Œuvres
- Iverje, Mostar, 1899 [Copeaux]
- Novo iverje, Zagreb, 1900 [Nouveaux copeaux]
- Ogledi, Zadar, 1905. [Essais]
- Vidici i putovi, eseji i impresije, Zagreb, 1907 [Horizons et chemins, essais et impressions]
- Za Kranjčevića, Zagreb, 1908. [Pour Kranjčević]
- Umorne priče, Zagreb, 1909 [Récits de lassitude]
- Naši ljudi i krajevi, portreti i pejzaži, Zagreb, 1910. [Nos gens et nos contrées, portraits et paysages]
- Moralista i druge satire, Zagreb, 1911. [Le moraliste et autres satires]
- Pečalba, kaprisi i feljtoni, Zagreb, 1913. [Émigration, caprices et feuilletons]
- Djela, I-XVII, Zagreb, 1940. [œuvres, I-XVII]
- Sabrana djela, I-XX, Zagreb, 1973. [Collection d'œuvre, I-XX]

## Sources externes
- (hr) Quelques nouvelles
- (hr) Biographie
- (hr) Quelques poèmes